# Ronde van Oost-Java 2006
De Ronde van Oost-Java werd in 2006 voor de tweede keer gereden. De wedstrijd werd gereden tussen 5 juli en 9 juli.

## Etappe-overzicht
| etappe | datum  | start     | eindstreep | afstand  | winnaar        | land      |
| ------ | ------ | --------- | ---------- | -------- | -------------- | --------- |
| 1e     | 5 juli | Sidoarjo  | Mojosari   | 190.4 km | Makoto Iljima  | Japan     |
| 2e     | 6 juli | Trowulan  | Mojokerto  | 169.3 km | Amir Zargari   | Iran      |
| 3e     | 7 juli | Mojokerto | Mojokerto  | 64 km    | ... Kaswanto   | Indonesië |
| 4e     | 8 juli | Trowulan  | Bromo      | 143.3 km | Ghader Mizbani | Iran      |
| 5e     | 9 juli | Soerabaja | Soerabaja  | 60 km    | Makoto Iljima  | Japan     |

## Algemeen klassement
| rang | renner                  | land      | tijd        |
| ---- | ----------------------- | --------- | ----------- |
| 1    | Ghader Mizbani          | Iran      | 15u 36' 27" |
| 2    | Hossein Askari          | Iran      | op 1'41"    |
| 3    | Yasutaka Tashiro        | Japan     | op 3' 28"   |
| 4    | Ahad Kazemi Sarai       | Iran      | op 6' 51"   |
| 5    | Vjatsjeslav Djaditsjkin | Kirgizië  | op 6' 57"   |
| 6    | Chun Hing Chan          | Hongkong  | op 7' 22"   |
| 7    | Tonton Susanto          | Indonesië | op 9' 00"   |
| 8    | Amir Zargari            | Iran      | op 10' 46"  |
| 9    | Iman Suparman           | Indonesië | op 11' 17"  |
| 10   | Takayuki Naganuma       | Japan     | op 12' 26"  |

2005 · 
2006 · 
2007 · 
2008 · 
2009 · 
2010 · 
2011 · 
2012 · 
2013 · 
2014